# 莱昂纳多·弗朗戈
莱昂纳多·弗朗戈（Leonardo Noeren Franco，1977年5月20日—），通常人們會稱他為李奧·法蘭高（Leo Franco），乃一名阿根廷足球守門員。

## 生平

### 球會
李奧·法蘭高出身於阿根廷的獨立隊，早在1997年已遠赴西班牙加盟當地球會梅列達。1998年他轉會至西甲的馬略卡，成為球會正選。2004年轉會至西班牙球會馬德里體育會，雖然未為球會贏得任何冠軍，但以撲救罰球出名。如在一場對西維爾的比賽中連撲兩個十二碼；而在另一場對勁旅瓦倫西亞中，也成功連撲兩個罰球。
2009，他被前荷蘭國家足球隊教練列卡特羅致，加入土耳其班霸加拉塔沙雷。

### 國家隊
李奧·法蘭高早已在1997年入選國家隊，當時為青年軍贏得1997年世青杯。2006年世界杯他入選了阿根廷國家隊出戰，在八強戰中正式出賽。可惜這場比賽萊昂纳多·弗朗戈未能發揮出撲救罰球的本領，結果在互射十二碼中敗陣，令阿根廷止步於八強。

## 榮譽
- 世青盃冠軍：1997